# 佐世保市立中里中学校
佐世保市立中里中学校（させぼしりつ なかざとちゅうがっこう）とは、長崎県佐世保市中里町にある公立中学校。

## 概要
歴史
学制改革の行われた1947年（昭和22年）に創立。2017年（平成29年）には創立70周年を迎える。
校区
住所表記で佐世保市の後に「中里町、上本山町、下本山町、八の久保町、岳野町、吉岡町、小川内町、皆瀬町、野中町、十文野町、白仁田町、牧の地町、踊石町、菰田町」が続く地域。小学校区は佐世保市立中里小学校、佐世保市立皆瀬小学校。
校訓
「自主・実践・創造」- 2002年（平成14年）に制定。
校章
中央に校名の「中」の文字を置いている。
校歌
作詞は石橋謙二、作曲は倉舗彰貫による。歌詞は4番まであり、歌詞中に校名は登場しない。

## 沿革
- 1947年（昭和22年）4月1日 - 学制改革（六・三制の実施）が行われる。
  - 中里国民学校の初等科が改組され、「佐世保市立中里小学校」となる。
  - 中里国民学校の高等科と青年学校の普通科が統合され、新制中学校 「佐世保市立中里中学校」（現校名）が発足。当初中里小学校の校舎に併設される。
- 1948年（昭和23年）4月1日 - 佐世保市立東和中学校校舎に移転。
- 1958年（昭和33年）10月 - 運動場を拡張。
- 1966年（昭和41年）
  - 3月 - 鉄筋コンクリート造新校舎が完成。
  - 7月 - プールが完成。
- 1998年（平成10年）4月 - 体育館が完成。
- 2002年（平成14年）2月1日 - 校訓「自主・実践・創造」を制定。

## 交通アクセス
最寄りの鉄道駅
- 松浦鉄道（MR）西九州線 「中里駅」

最寄りのバス停
- 西肥バス（させぼバスも含む）「中里」バス停

最寄りの幹線道路
- 国道204号
- 長崎県道11号佐世保日野松浦線
- 西九州自動車道（無料区間）「相浦中里IC」- 長崎県道11号と接続。

## 周辺
- 旧・佐世保市立中里幼稚園（2018年閉園）
- 佐世保市立中里小学校
- 長崎県立佐世保商業高等学校
- 八幡神社
- 中里郵便局
- 相浦川

## 参考資料
- 「佐世保市史 教育篇」（1982年（昭和57年）5月20日発行, 佐世保市 市史編さん室）
- 「歴史いっぱい ふるさとなかざと 佐世保市立中里小学校百二十周年記念誌」（1994年（平成6年）11月10日発行）